# Evaristo Carazo
Evaristo Carazo Aranda (Rivas, 24 de octubre de 1821 - Granada, 1 de agosto de 1889) fue un militar y político conservador nicaragüense que gobernó como Presidente de Nicaragua entre el 1 de marzo de 1887 y el 1 de agosto de 1889 como el séptimo presidente del llamado período de "Los Treinta Años Conservadores".
Mostró genuino interés en la vida y obra del joven Rubén Darío a quien nombró como Cónsul de Nicaragua en Valparaíso durante su estancia en Chile.
Murió el 1 de agosto de 1889 en ejercicio del cargo, mientras viajaba desde Managua hacia Granada a bordo de un carro del Ferrocarril del Pacífico de Nicaragua.
Luego de su muerte, el ministro de Gobernación, Licenciado David Nicolás Osorno, quedó constitucionalmente Encargado del Poder Ejecutivo.

## Reseña biográfica
Nació el 24 de octubre de 1821 en la villa de Rivas en la ribera del Lago Cocibolca, aunque algunas fuentes afirman que nació en Cartago, Costa Rica.
Fue hijo de Lorenzo Carazo Alvarado y María del Rosario Aranda Muñoz. Estuvo casado con Engracia Hurtado, con quien tuvo cinco hijos llamados Evaristo, Manuel Antonio, Ernesto, Dolores y Maria Benita.
Participó en la defensa de Rivas, durante la Guerra Nacional Antilibustera (1855-1857). 
En 1858 fue electo diputado por el distrito de Rivas.

## Legado
Continuó la actividad intelectual e impulsó la educación pública promovida por su antecesor y apoyó de manera especial a la Universidad de León que alcanzó entonces su época de oro y al Instituto Nacional de Occidente. 
Además de estimular el cultivo del café, impulsó la ganadería.
Proyectó la realización de un ambicioso plan de obras públicas que incluía un canal interoceánico.
El territorio de la Mosquitia –cuya soberanía reconoció Inglaterra en el Tratado de Managua del 28 de enero de 1860– fue objeto de su atento interés. Por eso decretó el 26 de octubre de 1887 la "Ordenanza para la Comisaría de la Reserva Mosquitia", que reglamentaba la administración del distrito del Siquia, estableciendo de hecho la avanzada material de la futura reincorporación. 
El 23 de febrero de 1888 se fundó en Managua el Banco de Nicaragua con un capital de un millón de pesos y en León el Banco Agrícola Mercantil el 6 de noviembre del mismo año.
Se preocupó por fundamentar la identidad histórica del país al promover en 1888 un concurso del cual surgiese un libro de texto para la enseñanza; lo ganó José Dolores Gámez (1851-1918) -a quien se le debe prácticamente la creación de la historiografía nacional en sentido moderno- y la obra de éste fue editada en 1889.
En 1889 se fundó la villa y puerto fluvial El Rama -a causa del desarrollo bananero de sus alrededores- y ese mismo año autorizó resguardados de policía en la desembocadura de Río Grande y en la mayor de las Islas del Maíz.
Durante su mandato, con relación al ejército no se realizaron cambios significativos, más bien Carazo guardó distancia de los asuntos militares. Tanto así que el 28 de marzo de 1889 el Congreso Nacional ascendió al Coronel Carazo a General de División, pero él declinó esa promoción.

## Reconocimientos
En la numismática nicaragüense su imagen apareció impresa en el billete de cinco pesos emitido por el Banco de Nicaragua a finales del siglo XIX.
El Parque Central de la ciudad de Rivas lleva su nombre. 
El 17 de abril de 1891 se creó el Departamento de Carazo, en homenaje a su personalidad.
La Universidad Nacional Autónoma de Nicaragua de León, en muestra de agradecimiento le erigió un busto.
| Predecesor: Adán Cárdenas | Presidente de Nicaragua 1 de marzo de 1887 - 1 de agosto de 1889 | Sucesor: David Nicolás Osorno |